# جنگ ستارگان: قسمت سوم – انتقام سیت
جنگ ستارگان: قسمت سوم – انتقام سیت (انگلیسی: Star Wars: Episode III – Revenge of the Sith) یک فیلم آمریکایی در ژانر اپرای فضایی حماسی به نویسندگی و کارگردانی جرج لوکاس است که در سال ۲۰۰۵ منتشر شد. ایوان مک‌گرگور، ناتالی پورتمن، هایدن کریستنسن، ایان مک‌دیارمید، ساموئل ال. جکسون، کریستوفر لی، آنتونی دنیلز، کنی بیکر و فرانک اوز از بازیگران فیلم هستند. انتقام سیت که دنباله‌ای بر تهدید شبح (۱۹۹۹) و حملهٔ کلون‌ها (۲۰۰۲) است، ششمین فیلم در مجموعه فیلم‌های جنگ ستارگان محسوب می‌شود و آخرین قسمت از سه‌گانهٔ پیش‌درآمد جنگ ستارگان است. این فیلم از لحاظ داستانی سومین قسمت از «حماسهٔ اسکای‌واکر» است.
لوکاس نوشتن فیلم‌نامه را پیش از پایان ساخت حملهٔ کلون‌ها آغاز کرد و اشاره داشت که می‌خواست این سه‌گانه را پایان دهد تا جنبه‌های مشابهی از یک تراژدی عاشقانه داشته باشد؛ بنابراین ترجیح داد که داستان در ابتدای فیلم بعدی به حالت دارث ویدر تبدیل شود. مراحل ساخت انتقام سیت در سپتامبر ۲۰۰۳ آغاز شد و مراحل فیلم‌برداری در استرالیا با مکان‌های افزوده در تایلند، سوئیس، چین، ایتالیا و بریتانیا انجام شد.
انتقام سیث نخستین بار در ۱۵ مهٔ ۲۰۰۵ در جشنوارهٔ فیلم کن به نمایش درآمد و سپس در ۱۹ مهٔ ۲۰۰۵ در سراسر جهان اکران شد. این فیلم نقدهای مثبتی دریافت کرد و از نظر بسیاری نسبت به دو فیلم نخست نسخهٔ پیش‌درآمد، بهبود یافته‌است. سکانس‌های اکشن، تم‌های بالغانه، موسیقی فیلم، جلوه‌های بصری، لحن تاریک‌تر و عملکرد بازیگران ستایش شد. این فیلم در هفته افتتاحیهٔ خود چندین رکورد در گیشه شکست و بیش از ۸۶۸ میلیون دلار در سراسر جهان فروش داشت و در آن زمان به دومین فیلم پرفروش جنگ ستارگان تبدیل شد. این فیلم پرفروش‌ترین فیلم ایالات متحده و دومین فیلم پرفروش جهان در ۲۰۰۵ بود. این فیلم همچنین با فروش افتتاحیهٔ ۵۰ میلیون دلاری، رکورد بیشترین فروش افتتاحیه در روز پنجشنبه را دارد. بعد از این فیلم سه‌گانهٔ دنباله منتشر شد. همچنین مینی‌سریال اوبی وان کنوبی که داستان آن ۱۰ سال بعد از انتقام سیت جریان دارد، در ۲۵ مهٔ ۲۰۲۲ از شبکهٔ دیزنی پلاس پخش شد.

## داستان
اپیزود سوم از نظر داستان، ۳ سال پس از داستان اپیزود دوم رخ می‌دهد. اکنون پس از گذشت ۳ سال جنگ جمهوری کهکشانی با جدایی‌طلب‌ها، آن‌ها در آستانهٔ شکست در برابر جمهوری قرار گرفته‌اند. ژنرال گریوس(Grievous)، رهبر اصلی ارتش عظیم جدای طلب‌ها، هم‌اکنون بزرگ‌ترین و نیز آخرین لشکرکشی‌های خود را علیه جمهوری و به امید تسلط یافتن بر آن، می‌کند. صدراعظم جمهوری، پالپاتین، می‌خواهد آرزویی که بیش از ۱۴ سال است برای رسیدن به آن تلاش می‌کند، عملی سازد. پالپاتین، برای رسیدن به هدف خود، با کنت دوکو، شاگرد خود و لرد سیث معروف و بزرگ‌ترین رئیس جدایی طلبان، نقشه کشیده‌است. او در صدد برآمده است تا امپراتوری کهکشان خود را که سال‌ها برای تأسیس آن برنامه‌ریزی کرده‌است، به وجود آورد. کنت دوکو به خواست او، خود پالپاتین را در یک ناو جنگی در مدار کوروسانت دستگیر کرده‌است تا جمهوری را بیشتر به جنگ جذب کند. در نتیجه، جمهوری در مدار کوروسانت، به ناچار با جدایی‌طلب‌ها وارد جنگ می‌شود و از این مهم‌تر این که دو شوالیه جدای، اوبی‌وان کنوبی و آناکین اسکای‌واکر برای نجات پالپاتین، به آن آنجا اعزام می‌شوند. هنگامی که به آنجا می‌رسند و صدر اعظم را می‌بینند، ناگهان دوکو وارد می‌شود و با آن‌ها درگیر جنگ می‌شود. سرانجام پس از چند دقیقه نبرد، آناکین به تنهایی هر دو دست دوکو را در جلوی چشمان پالپاتین، قطع کرده و به دستور پالپاتین او را می‌کشد. پس از این وقایع پدمه خبر حاملگی‌اش را به آناکین می‌دهد و آناکین رویاهایی را می‌بیند که در آن پدمه بر اثر زایمان می‌میرد. پالپاتین بعدها با تحریک آناکین بر اینکه شورای جدای‌ها به او اعتماد ندارند و قدرت واقعی نیرو را از او پنهان می‌کنند، سعی در جذب او به نیمه تاریک دارد و در همین راستا هویت اصلی خود را به او فاش می‌کند و اینطور به آناکین تلقین می‌کند که تنها با روی آوردن به نیمه تاریک نیرو، می‌تواند پدمه را نجات دهد. شورای جدای نیز در همین حین سعی می‌کنند تا پالپاتین را دستگیر کنند. آناکین به مک ویندو اطلاع می‌دهد که پالپاتین همان لرد سیث است و از او می‌خواهد که اجازه دهد تا در این نبرد شرکت کند اما مک ویندو این اجازه را نمی‌دهد. بعد از اینکه شورای جدای به هویت اصلی پالپاتین (دارث سیدیوس) پی می‌برد، مک ویندو و دیگر جدای‌ها به دفتر پالپاتین رفته و با او درگیر می‌شوند. پالپاتین تقریبا همه جدای‌های اعزام شده را می‌کشد به غیر از مک ویندو، که در جنگ با او نهایتا شکست می‌خورد و مک ویندو می‌خواهد او را بکشد. با رسیدن آناکین، لحظه ای که مک ویندو می‌خواهد پالپاتین را بکشد آناکین به خاطر نجات زندگی پدمه سریع با شمشیر نوری دست مک ویندو را قطع می‌کند و پالپاتین نیز با صاعقه‌هایش مک ویندو را می‌کشد. حالا که آناکین به طرف تاریک نیرو کشیده شده‌است، شاگرد جدید دارث سیدیوس(پالپاتین) می‌شود و سیدیوس به او لقب دارث ویدر را می‌دهد. پالپاتین به آناکین دستور می‌دهد تا به معبد جدای‌ها رفته و تمام جدای های آنجا را بکشد‌. سپس به سیاره موستافار رفته و کار جدایی‌طلب ها را نیز یکسره کند. پالپاتین در دستور شماره ۶۶ به کمک اسکای واکر و ارتش کلون‌ها تمام جدای‌ها به جز تعداد انگشت شماری را یافته و قتل‌عام می‌کند؛ و بالاخره بعد از نزدیک به ۱۵سال انتظار در حضور سناتورها در تالار سنا قول کشتار بقیهُ جدای‌ها، صلح و آرامش را به مردم می‌دهد و همچنین برای ایجاد آرامش و امنیت، پایان جمهوری و آغاز اولین امپراتوی کهکشانی را اعلام می‌کند. سپس اوبی وان به پدمه می‌رسد و به او فاش می‌کند که آناکین حالا به نیمه تاریک کشیده شده و حتی کودکان معبد جدای را نیز کشته است. پدمه با سفینه‌اش به موستافار رفته تا با آناکین دیدار کند که اوبی وان هم در سفینه او قرار دارد، پدمه به آناکین می‌گوید که شرایط فعلی‌اش را رها کند و با پدمه همه چیز را رها و این شرایط را ترک کنند، در حالی که آناکین نمی‌پذیرد و به پدمه می‌گوید این تنها راه نجات او از مرگ در اثر زایمانش است، و اینکه حالا آنقدری قدرتمند شده که از رویای هر جدایی قوی‌تر است و حتی می‌تواند امپراتور را هم بکشد و به همراه پدمه بر کهکشان حکومت کنند. پدمه شوکه می‌شود و در همین حین اوبی وان خود را نشان می‌دهد، که باعث بدبین شدن آناکین به پدمه می‌شود و حتی آناکین با استفاده از نیرو، پدمه را بی‌هوش میکند. اوبی وان حالا با آناکین رو در رو شده و سرانجام با شاگرد خود مبارزه می‌کند، در مبارزه‌ای نفس‌گیر و طولانی نهایتا آناکین شکست میخورد و اوبی وان دو پا و یک دست او را قطع می‌کند. آناکین نقش بر زمین به سوی مواد مذاب غلت می‌خورد و به اوبی وان می‌گوید:«ازت متنفرم» اوبی وان که او را در حال عذاب و خشم می‌بیند می گوید: «تو فرد برگزیده بودی، انتظار می‌رفت سیث رو نابود کنی، نه اینکه بهشون ملحق شی، تو برادر من بودی آناکین، دوستت داشتم» و بعد از آتش گرفتن بدن آناکین، صحنه را ترک می‌کند. پالپاتین که اکنون امپراتور شده بدن سوخته آناکین را نجات می‌دهد و با ترمیم بدن او دارث ویدر متولد می‌شود و امپراتور به او تلقین می‌کند که ظاهرا دارث ویدر زمانی که عصبانی بوده پدمه را کشته است. همزمان ابر سلاح امپراتور، ساخت ستاره مرگ آغاز می‌شود.
در لحظات پایانی فیلم پدمه که دوقلو حامله بود، همانطور که آناکین در رویا هایش دیده بود حین زایمان می‌میرد و صاحب دو فرزند بنام لوک و لیا می‌شود، در حالی که دارث ویدر از وجود فرزندانش بی‌خبر است، استاد جدای یودا برای اینکه رد سیث‌ها به دوقلوها نرسد دستور می‌دهد آنها جداگانه در دو نقطه از کهکشان بزرگ شوند تا دست امپراتور و دارث ویدر به آنها نرسد. 

## بازیگران
- یوان مک‌گرگور در نقش اوبی‌وان کنوبی: یک استاد جدای و ژنرال برای جمهوری کهکشان.
- ناتالی پورتمن در نقش پدمه آمیدالا: سناتور سیاره نابو که همسر مخفی آناکین است.
- هایدن کریستنسن در نقش آناکین اسکای‌واکر/دارت ویدر: یک شوالیه جدای و قهرمانی در جنگ‌های کلون که به سمت تاریک نیرو کشیده می‌شود و به یک لرد قدرتمند سیت تبدیل می‌شود.
- ایان مک‌دیارمید در نقش سناتور پالپاتین/دارت سیدیوس: صدر اعظم جمهوری، لرد سیت و بنیانگذار، فرمانده و رهبر امپراتوری کهکشان است.
- ساموئل ال. جکسون در نقش میس ویندو: یک استاد جدای و عضو ارشد شورای جدای.
- کریستوفر لی در نقش کنت دوکو/دارت تیرانوس: شاگرد سیت دارت سیدیوس، که برای رهبری اتحادیه تجزیه طلب توسط استاد خود انتخاب شد.
- آنتونی دنیلز در نقش سی‌تری‌پی‌او: دروید شخصی پدمه که توسط آناکین ساخته شده‌است.
- کنی بیکر در نقش آر تو-دی تو: دروید آناکین.
- فرانک اوز در نقش یودا: استاد جدای و رهبر شورای جدای.